# كونتيسة من هونغ كونغ (فلم)
كونتيسة من هونج كونج (بالإنجليزية: A Countess from Hong Kong) فيلم كوميدي رومانسي بريطاني عام 1967 كتبه وأخرجه وكتب موسيقاه تشارلي شابلن وبطولة مارلون براندو وصوفيا لورين. كان هذا هو آخر فيلم أخرجه وكتبه وأنتجه شابلن، وواحدًا من فيلمين أخرجهما ولم يلعب فيهما دورًا رئيسيًا (الآخر كان عام 1923 امرأة باريس A Woman of Paris)، بالإضافة إلى أنه فيلمه الملون الوحيد. ظهر شابلن للحظات في الفيلم ليكون هذا ظهوره الأخير على الشاشة.
تستند القصة بشكل غير دقيق إلى حياة امرأة التقى بها شابلن في فرنسا، واسمها موسيا سودسكايا، أو «سكايا»، كما أطلق عليها في كتابه عام 1922 «رحلتي إلى الخارج». كانت مغنية وراقصة روسية (عديمة الجنسية تمر بفرنسا دون جواز سفر). فكرة الفيلم كانت وفقًا لبيان صحفي كتبه شابلن بعد أن تلقى الفيلم استقبالًا سلبيًا: «قمت بزيارة إلى شنغهاي في عام 1931 حيث صادفت عددًا من الأرستقراطيين الذين فروا من الثورة الروسية، وهم بدون بلد، وكانت حياتهم سيئة، كان الرجال يدفعون عربات الريكاشة (عربة يركبها أشخاص ويجرها سائقها بيديه) وتعمل النساء في قاعات الرقص ذات العشرة سنتات. عندما اندلعت الحرب العالمية الثانية، توفي العديد من الأرستقراطيين القدامى وهاجر الجيل الأصغر إلى هونج كونج حيث كانت محنتهم أسوأ، لأن هونج كونج كانت مكتظة باللاجئين.» بدأ في الأصل كفيلم يسمى «خلسة» في ثلاثينيات القرن الماضي، وكان مخططًا للممثلة الأمريكية بوليت جودارد، لكن الإنتاج لم يكتمل أبدًا، اما هذا الفيلم، والذي تم إنتاجه بعد ما يقرب من 30 عامًا من إعداده، كان بمثابة فشل فادح وحقق مليوني دولار أمريكي من ميزانية قدرها 3.5 مليون دولار أمريكي، ومع ذلك، فقد أثبت أنه ناجح للغاية في أوروبا واليابان. بالإضافة إلى ذلك، كان نجاح الموسيقى فقط قادراً على تغطية الميزانية.
إعتبر النقاد مثل تيم هانتر وأندرو ساريس والشاعر جون بيتجمان والمخرج الفرنسي فرانسوا تروفو أن الفيلم من بين أفضل أعمال شابلن. الممثل جاك نيكلسون هو أيضًا معجب كبير بالفيلم. حققت الأغنية الرئيسية للفيلم «هذه أغنيتي» التي كتبها شابلن وغنتها بيتولا كلارك، نجاحًا عالميًا، حيث تصدرت قوائم أفضل الأغاني في المملكة المتحدة وأيرلندا وأستراليا وهولندا وبلجيكا، بينما وصلت إلى المرتبة الثالثة في الولايات المتحدة  ورقم أربعة في كندا.

## طاقم التمثيل
- مارلون براندو: في دور أوجدن
- صوفيا لورين: في دور ناتاشا
- سيدني شابلن: في دور هارفي
- تيبي هيدرين: في دور مارثا
- باتريك كارجيل: في دور هدسون
- مايكل ميدوين: في دور جون فيليكس (بحار)
- أوليفر جونستون: في دور كلارك (مدير شركة نفط ميرز)
- جون بول: في دور القبطان
- أنجيلا سكولار: في دور فتاة المجتمع
- مارجريت رذرفورد: في دور ملكة جمال جولسوالو
- بيل ناجي: في دور كروفورد
- ديليس لاي: في دور بائعة
- بالإضافة إلى، ظهور تشارلي شابلن لفترة وجيزة باعتباره مضيفًا قديمًا، بينما تظهر بناته بشكل موجز، جيرالدين (كفتاة ترقص على متن السفينة) وجوزفين وفيكتوريا (كفتاتين في فندق ويكيكي).[8]

## أحداث الفيلم
يبحر السفير الأمريكي المعين لدى المملكة العربية السعودية أوجدن ميرز عائدًا إلى أمريكا بعد جولة حول العالم. يتوقف مؤقتًا في هونج كونج، حيث يلتقي مع ناتاشا، وهي كونتيسة روسية توفي والداها بعد طرد عائلتها بعد الثورة الروسية، والتي تتسلل بعد ذلك إلى مقصورته مرتديًة ملابس السهرة للهروب من حياتها كعاهرة في قاعة رقص للبحارة، وحيث إنها لاجئة، وليس لديها جواز سفر، تضطر للإختباء في مقصورته أثناء الرحلة.
يكره أوجدن  هذا الموقف، كونه رجل متزوج رغم أنه يسعى للطلاق، ويخشى من تأثير ذلك على حياته المهنية إذا تم العثور على ناتاشا بصحبته. يوافق على مضض، ويسمح لها بالبقاء. يعرف أن عليه إيجاد طريقة لإخراجها من السفينة، ويقرر أن يدعي انها متزوجة من خادمه هدسون، وعلى الرغم من أنه مجرد إجراء شكلي، إلا أن هدسون يرغب في إتمام العلاقة، وهي أمنية لا تشاركه فيها ناتاشا. تتجنب ناتاشا، هدسون حتى ترسو السفينة في هونولولو، ثم تقفز من السفينة وتسبح إلى الشاطئ.
تصل مارثا، زوجة أوجدن، إلى هونولولو للإنضمام إلى الرحلة البحرية، بناءً على نصيحة من واشنطن بتجنب الطلاق. يلتقى صديق أوجدن المحامي هارفي، الذي ساعد في ترتيب الزواج، مع ناتاشا على الشاطئ ويخبرها أن ضباط الهجرة قبلوها كزوجة هدسون، وستبقى في هونولولو. مارثا تواجه أوجدن بشأن ناتاشا، وتتحدث عنها وعن أسلوب حياتها السابق كعاهرة وعشيقة رجل عصابات، بعد أن عرفت ماضيها من راكب كان عميل لناتاشا في هونج كونج. يرد أوجدن بالسؤال عما إذا كانت زوجته ستفعل كذلك في ظل هذه الظروف.
تبحر السفينة إلى الولايات المتحدة، لكن أوجدن يفاجئ ناتاشا في ملهى الفندق ويراقصها، حيث انه ترك السفينة وترك زوجته ايضًا.

## الإنتاج
كان هذا أول فيلم لشابلن منذ 10 سنوات، بعد فيلم «ملك في نيويورك» عام 1957. كان قد كتب مسودة للسيناريو في أواخر الثلاثينيات من القرن الماضي تحت عنوان «خلسة» لتقوم ببطولته زوجته آنذاك بوليت جودارد. أراد في الأصل أن يلعب ريكس هاريسون أو كاري جرانت دور البطولة ولكن في النهاية تم اختيار مارلون براندو. وافق كل من براندو وصوفيا لورين على لعب أدوارهما دون قراءة النص. بدأ التصوير في 25 يناير 1966 في استوديوهات باينوود. تمت مقاطعته بشكل متكرر بسبب وصول براندو متأخرًا ثم نقله إلى المستشفى بسبب التهاب الزائدة الدودية، وأصيب شابلن وبراندو بالإنفلونزا، وتزوجت أيضًا  صوفيا لورين من كارلو بونتي مرة أخرى أثناء التصوير.
كان هذا أول فيلم روائي طويل للممثلة الأمريكية تيبي هيدرن التي إكتشفها وإحتكر عملها هيتشيكوك، وكانت لديها آمال كبيرة في الفيلم حين تسلمت السيناريو. عندما أدركت أن لها دورًا صغيرًا كزوجة براندو المنفصلة، طلبت من شابلن توسيع دورها. على الرغم من أن شابلن حاول استيعابها، إلا أنه لم يستطع، لأن القصة تدور في الغالب على متن سفينة كانت مشاهد هيدرين بالقرب من نهاية الفيلم. وافقت في النهاية، وبقيت في الفيلم وقالت لاحقًا إنه كان من دواعي سرورها العمل مع شابلن، ووصفت هيدرين أسلوب شابلن في الإخراج قائلة: «كانت طريقة شابلن هي تمثيل كل أدوارنا المختلفة، والتي كانت رائعة للمشاهدة. وبدلاً من التوجيه، كان يخرج إلينا ويقول:» حسنًا، افعل هذا«ويوضح لنا كيف. لقد أصبح صوفيا لورين. لقد أصبح أنا ومارلون. كان الأمر غير عادي حقًا ولم أره يحدث من قبل». على الرغم من أن بعض أعضاء فريق العمل قدروا أسلوب تشابلن، لكن مارلون براندو شعر بالإهانة وأراد الاستقالة قبل أن يتمكن شابلن من إقناعه بإنهاء التصوير. إعتبر براندو شابلن: «رجلًا قاسيًا بشكل مخيف، لقد كان طاغية مغرورًا ومحبًا. لقد كان يضايق الناس عندما يتأخروا، ويوبخهم بلا رحمة على العمل بشكل أسرع»، وإنزعج براندو بالطريقة السيئة التي تعامل بها شابلن مع ابنه سيدن وقال: «ربما كان شابلن أكثر الرجال السادية الذين قابلتهم على الإطلاق». ظهرت بنات شابلن الثلاث الكبرى في الفيلم: جيرالدين (في الدقيقة 46 و 65)، جوزفين وفيكتوريا شابلن (في الدقيقة 92).

## استقبال الفيلم
تلقى الفيلم آراء سلبية إلى حد كبير، بالرغم من حصوله على تصنيف 60٪ على موقع الطماطم الفاسدة.
ذكرت صحيفة النيويورك تايمز في 17 مارس 1967: «إذا كان بإمكان أحد المعجبين القدامى بأفلام السيد شابلن أن يتعامل بطريقه خيرية، فإنه سوف يسحب الستار بسرعة على هذا الإحراج ويتظاهر بأنه لم يحدث أبدًا». منحه دليل ليونارد مالتين للأفلام والفيديو لعام 1995 نجمًا ونصفًا، مشيرًا إلى إنه «تم تصويره بشكل سيئ، وتوقيته سيئ، وسجل نقاطًا سيئة».
منح المرشد التلفزيوني الفيلم نجمة واحدة، مع التعليق «كوميديا كئيبة غير جذابة».
منح راديو تايمز للفيلم نجمتين، قائلًا: «كل شيء رزين للغاية ومرعب للغاية».
كتب تيم هانتر في صحيفة الهارفارد كريمزون بتاريخ 25 أبريل 1967، حيث قدم نقد جيدًا إلى حد ما قال: «خذ فيلم شابلن الجديد بشروطه الخاصة، على عكس كل هؤلاء النقاد، لم يفقد الرجل العجوز لمسته حقًا، الكونتيسة هي قصة حب جيدة».
منحه كريستوفر نول من موقع فيلم كريتك ثلاث نجوم، ومع ذلك كتب: «القصة المتكررة (مع لورين مرارًا وتكرارًا للإختباء في حمام براندو عندما يكون هناك طرق على الباب) تصبح متعبة».
كتب جيفري فانس، كاتب سيرة تشابلن في عام 2003، إن: «كونتيسة من هونج كونج أقل إثارة من أي من أفلام شابلن الناطقة السابقة لأنها لا تحتوي على عناصر سياسية أو ساخرة».

## وصلات خارجية
مقالات تستعمل روابط فنية بلا صلة مع ويكي بيانات